# Lyrical school minanのLet's チルアウト
『lyrical school minanのLet's チルアウト』（リリカルスクール ミナンのレッツ チルアウト）は、エフエム群馬（FM GUNMA）で放送しているラジオ番組。パーソナリティはminan（lyrical school）。

## 概要
群馬在住で出身のlyrical schoolのminanがパーソナリティを務める30分番組。番組の略称はレッチルで公式ハッシュタグにも用いられている。
初回放送ではminanのソロシングル発売が発表され、楽曲を初オンエアした。2021年10月2日の放送ではビクターCONNECTONEからソロとしてEP『ttyl』でメジャーデビューすることが発表され、新曲『Tell Me What You Want』をオンエアした。以降も番組内で新曲を解禁している。
番組オープニングテーマはlyrical schoolの『オレンジ』、エンディングテーマはminanの『No More』、2022年1月8日の放送からminanの『Tell Me What You Want』に変更された。
2021年5月8日の放送（第106回）より他グループのアイドルやアーティストからのコメントを紹介している。
2022年7月24日に日比谷公園大音楽堂にて開催された「lyrical school tour 2022 “L.S.”」ツアーファイナルをもって、5人体制での活動を終えたが、それを前に同年7月は毎週メンバーをゲストに迎え、今の思いや思い出を語った。また、8月にはプロデューサーのキムヤスヒロを迎え、新体制やオーディションのことについて語った。2023年2月18日、2月25日の放送では新体制となったlyrical schoolの新メンバーがラジオ初出演した。
2023年10月より構成作家にせきしろを迎え、リニューアルした。

## 評価・反響
ライターの高木 "JET" 晋一郎はminanの「楽器としての声の良さ」が番組でも感じられると評している。
この番組をきっかけにminanのエフエム群馬の番組へのゲスト出演も増え、2020年11月にはエフエム群馬開局35周年記念プログラム特別番組『ぐんま温泉ラジオ』に出演した。

## 記念回
2021年3月27日の放送で放送100回を迎えた。2022年5月7日の放送で3周年を迎え、これまでをリスナーと振り返る「あなたとレッチル」を放送した。また、リスナーの呼びかけで「#レッチル3周年おめでとう」というハッシュタグと共に番組への思いがつぶやかれていた。2023年2月25日の放送で放送200回を迎えた。同年5月6日の放送で4周年を迎えた。2024年5月4日の放送（第262回）で5周年となり、lyrical schoolのメンバーや懇意の芸人らからメッセージが届いた。

## 放送時間
- 毎週土曜 18:00 - 18:30（2020年10月3日[注 1] - ）
- 同 17:00 - 17:30（放送開始 - 2020年9月26日）

## 番組コーナー

### 現在のコーナー
フリーメッセージ
普通のお便りを募集するコーナー。
お悩み相談
minanがリスナーの悩みを解決するコーナー。
NANAについて考える
漫画『NANA』にちなんだ大喜利コーナー。
良いminan 短歌
minanの良い行動にまつわる短歌を募集するコーナー。
THE トーナメント
食べ物などのトーナメントを独断と偏見で行うコーナー。
minan VS minan
minanの好きそうな事を募集し、戦い合わせるコーナー。
minanすごろく
minanにまつわる事柄をすごろくのマス目風にして募集しているコーナー。
今週のminanメモ
番組最後にminanが最近、思った事や番組を振り返っての一言などをつぶやくコーナー。ゲストを迎えた際はゲストの一言となることもある。

### 過去のコーナー
minanの100問100答
リスナーの質問に矢継ぎ早に答えるコーナー。放送開始から1ヶ月間限定で行っていた。
拝啓 お元気ですか…? レッチルラジオから差し出すletter
遠くにいる友達、初恋の相手など誰かに伝えたいリスナーの思いをminanが代読するコーナー。
おしえてminanさん!
minanのパーソナルを知ってもらうため、リスナーから質問を募集し答えていくコーナー。
タピオカのコーナー
タピオカに対する思いや感想を五・七・五の川柳にして送ってもらうコーナー。タピオカのチョイ足しレシピも募集している。
minanカルタをつくろう!
2022年1月1日の放送の企画が2022年1月15日よりレギュラー化。50音すべての「いいminan」の読み札を募集していた。
minanとシェアカル!
リスナーがminanにオススメしたい本・映画・音楽などのプレゼンを募集するコーナー。時折、minanやゲストがオススメを紹介することもある。
美容部員minanのコスメのススメ
minanがコスメやメイク方法のオススメを紹介するコーナー。
レッチルシアター
minanがNetflixやテレビで観た番組を紹介するコーナー。開始当初は「minan最近これ見たよ〜」というタイトルだった。
minanとdigろ〜
minanがヒップホップのアーティストを紹介するコーナー。
レッチル大喜利チャレンジ
不定期で行う。minanにまつわるお題で大喜利の答えを募集、紹介するコーナーで現在は「ゾンビになったminan」を題材にしている。優秀賞には番組ステッカーをプレゼントしている。2022年1月1日の放送では「minanカルタをつくろう!」と題して、いいminanの読み札を募集した。
レッチル空想ストーリーズ
不定期で行う。テーマを題材にした「空想の物語のタイトル」を募集し、minanがどんな内容なのか考えるコーナー。
minanのおいも街道
不定期で行う。リスナーのオススメのさつまいもを使った商品を試食するコーナー。
minanのゆるゆる おうちギター
不定期で行う。minanが練習曲をギターで弾いてみるコーナー。
minanの主張
不定期で行う。minanが○○と△△、どっち派?といったテーマについて自分の主張を語るコーナー。
3分トーキング
minanのトーク力アップのためのコーナー。
minan SASUKE完全制覇への道
SASUKE好きのminanにちなんで、minan用の障害物を攻略できるか否かを判断するコーナー。

## ゲスト
2019年
- 第13回（7月27日）、第15回（8月10日） - lyrical school（メンバー全員）[37][38]
- 第19回（9月7日）、第20回（9月14日） - キムヤスヒロ（lyrical schoolプロデューサー）[39]
- 第21回（9月21日）、第22回（9月28日） - risano（lyrical school メンバー）[40]
- 第29回（11月16日） - せきしろ[41]

2020年
- 第46回（3月14日） - 寺口宣明（Ivy to Fraudulent Game）、川島大輔（アンカンミンカン）[42]
- 第50回（4月11日） - くどうしおり（豆腐マイスター）[43]
- 第52回（4月25日） - lyrical school（メンバー全員）※電話出演[44]
- 第83回（11月28日） - くどうしおり（豆腐マイスター）[45]

2021年
- 第101回（4月3日）、第102回（4月10日） - キムヤスヒロ（lyrical schoolプロデューサー）[46]
- 第103回（4月17日）、第104回（4月24日）、第105回（5月1日） - hime（lyrical school）[注 2][47]
- 第106回（5月8日） - =LOVE（野口衣織、山本杏奈）※コメント出演[48]
- 第108回（5月22日） - 大森靖子 ※コメント出演[49]
- 第110回（6月5日） - つばきファクトリー（谷本安美、小野瑞歩、小野田紗栞）※コメント出演[50]
- 第131回（10月30日） - 日向坂46（潮紗理菜、上村ひなの）※コメント出演[7]
- 第137回（12月11日） - モーニング娘。'21（野中美希、北川莉央）※コメント出演[51]
- 第138回（12月18日） - =LOVE（瀧脇笙古、齋藤樹愛羅）※コメント出演[52]
- 第139回（12月25日） - Juice=Juice（井上玲音、松永里愛）※コメント出演[53]

2022年
- 第149回（3月5日） - BEYOOOOONDS（一岡伶奈、高瀬くるみ）※コメント出演[54]
- 第155回（4月16日）、第156回（4月23日） - risano（lyrical school）[55]
- 第157回（4月30日） - 田中れいな、夏焼雅 ※コメント出演[56]
- 第161回（5月28日） - アンジュルム（竹内朱莉、橋迫鈴、松本わかな）※コメント出演[57]
- 第163回（6月11日） - chelmico ※コメント出演[58]
- 第164回（6月18日） - モーニング娘。'22（加賀楓、横山玲奈）※コメント出演[59]
- 第166回（7月2日） - hinako（lyrical school メンバー）[60]
- 第167回（7月9日） - yuu（lyrical school メンバー）[61]
- 第168回（7月16日） - risano（lyrical school メンバー）[62]
- 第169回（7月23日） - hime（lyrical school メンバー）[63]
- 第172回（8月13日）、第173回（8月20日） - キムヤスヒロ[11]
- 第174回（8月27日）、第175回（9月3日） - Rachel（chelmico）[64]
- 第176回（9月10日）、第177回（9月17日） - せきしろ[65]
- 第178回（9月24日） - キムヤスヒロ、せきしろ ※ゲスト出演時の未放送分を放送[66]
- 第182回（10月22日） - アンジュルム（竹内朱莉、為永幸音） ※コメント出演[67]
- 第187回（11月26日） - ukka（茜空、葵るり） ※コメント出演[8]

2023年
- 第199回（2月18日） - sayo、tmrw、reina、malik（lyrical school） ※電話出演[12]
- 第200回（2月25日） - hana、ryuya、mana（lyrical school） ※電話出演[13]
- 第232回（10月7日） - 尾関高文（ザ・ギース）
- 第233回（10月14日） - アイアム野田（鬼ヶ島）
- 第236回（11月4日）、第237回（11月11日） - バッファロー吾郎A